# فرانسيسكو ماسارو
فرانسيسكو ماسارو (بالإيطالية: Francesco Massaro)‏ هو كاتب سيناريو ومخرج إيطالي، ولد في 1935 في بادوفا في إيطاليا.

## وصلات خارجية
- فرانسيسكو ماسارو على موقع IMDb (الإنجليزية)
- فرانسيسكو ماسارو على موقع ألو سيني (الفرنسية)
- فرانسيسكو ماسارو على موقع أول موفي (الإنجليزية)
- فرانسيسكو ماسارو على موقع قاعدة بيانات الفيلم (الإنجليزية)
- فرانسيسكو ماسارو على موقع كينوبويسك (الروسية)